# Wilhelm Stumpf
Wilhelm Ludwig Ferdinand Stumpf (ur. 30 marca 1873 w Weimarze, zm. 27 sierpnia 1926 w Oberstaufen) – niemiecki malarz pejzażowo-portretowym i ilustrator.

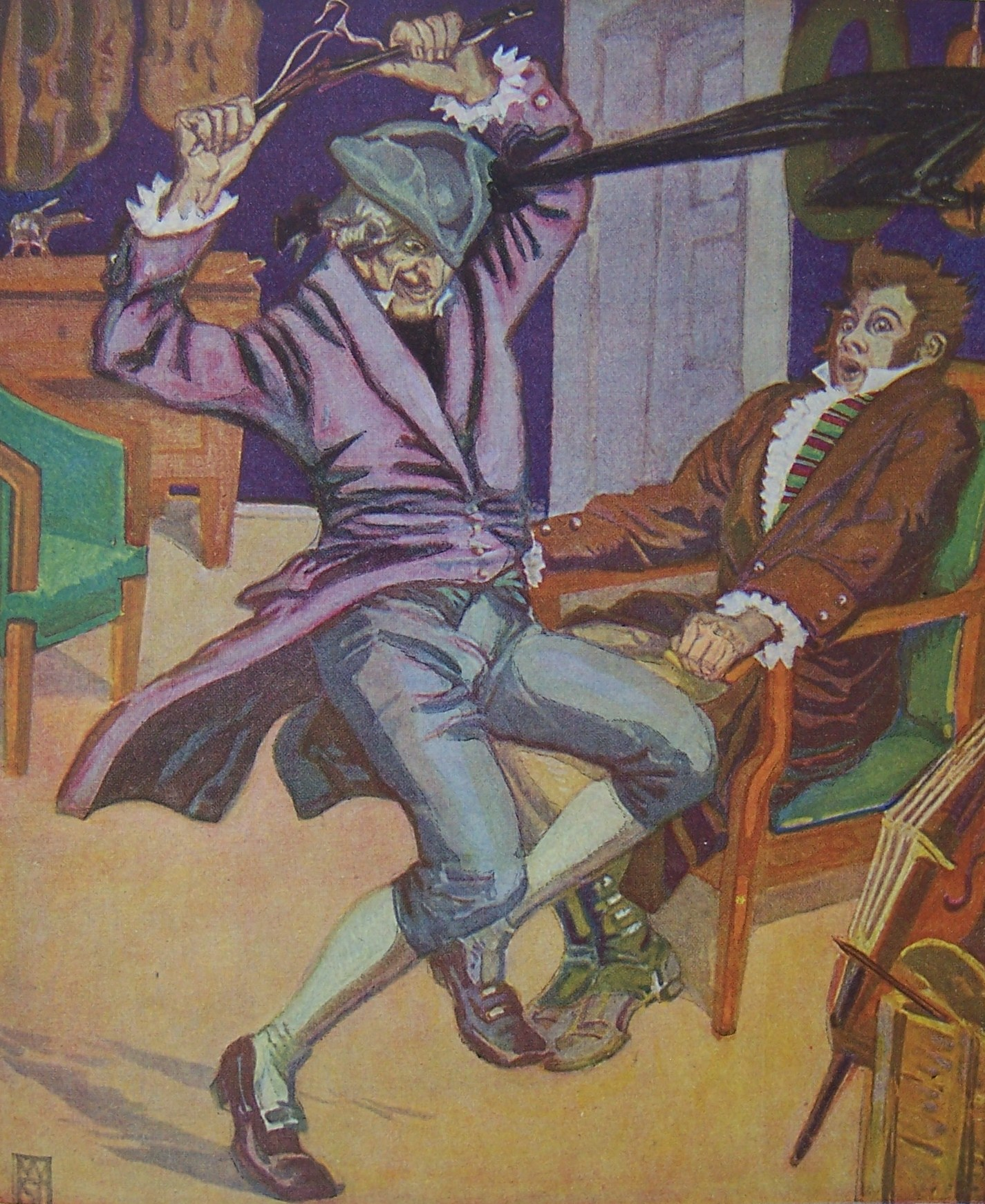
Ilustracja do Opowieści E.T...A. Hoffmanna

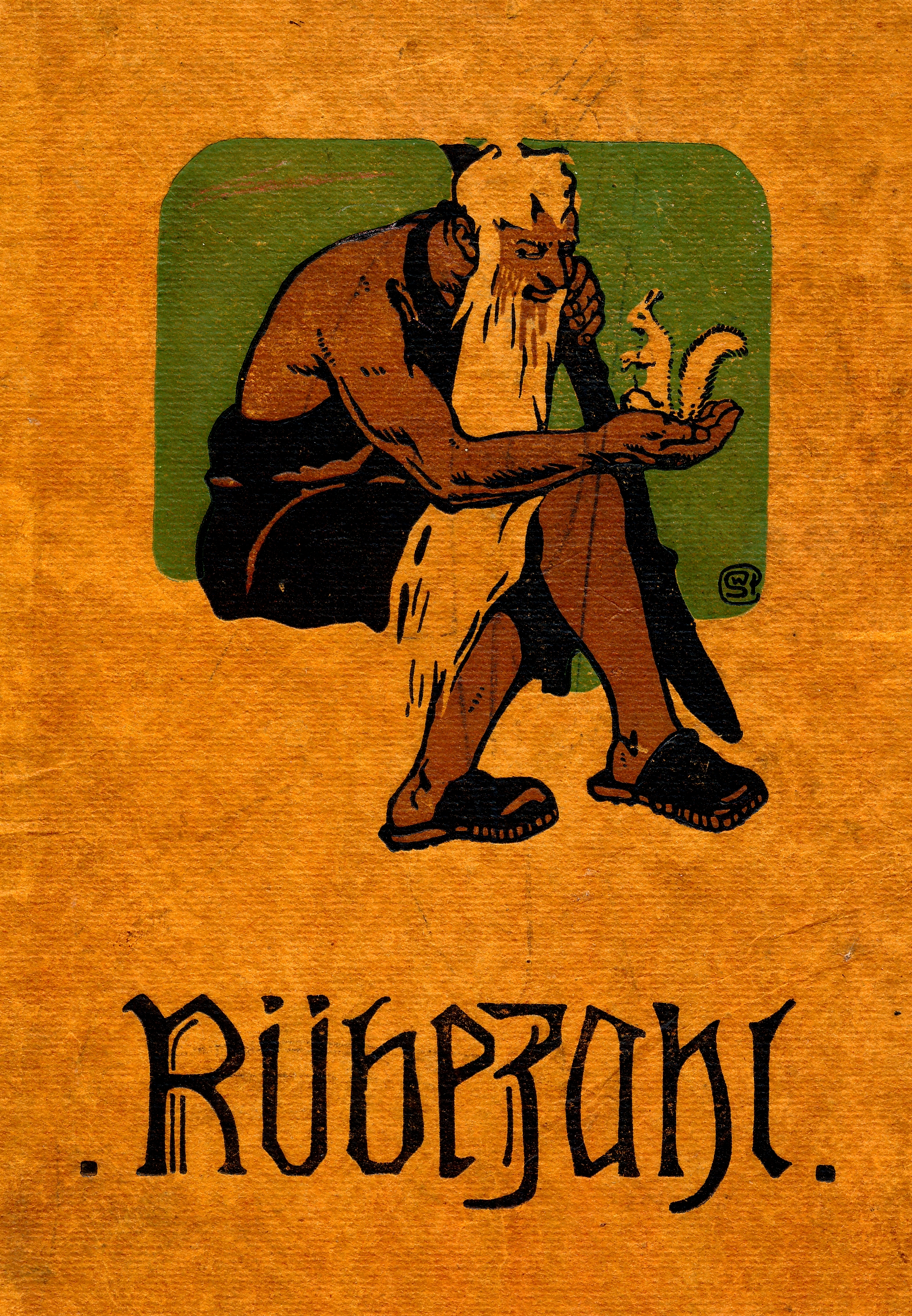
Okładka książki Karola Augusta Musäusa „Bajki Rübezahla” (niem. „Märchen von Rübezahl”), z ilustracjami Wilhelma Stumpfa, 1914

## Życie
Był synem biznesmena Gustava Stumpfa (1842–1914). W latach 1884–1889 uczęszczał do gimnazjum König-Albert-Gymnasium w Lipsku. Później uczęszczał do akademii sztuki w Lipsku i Monachium, gdzie specjalizował się w malarstwie pejzażowym i portretowym. W Monachium studiował u Gabriela von Hackla, Karla Rauppa, Paula Hoeckera i Heinricha von Zügela. Jego styl malowania był więc pod silnym wpływem impresjonizmu. W latach 1898–1899 uczęszczał do szkoły artystycznej w Burghausen.
W 1904 ożenił się z Gertrudą Salge (1877–1949), malarką z Magdeburga. Początkowo mieszkali w Wolfratshausen, od 1908 do 1910 w Regenstauf. Od 1900 do 1922 regularnie wystawiał w monachijskim Glaspalast. W tym samym roku zdobył Srebrny Medal za wzornictwo dekoracyjne na wystawie sztuki w Lipsku. Oprócz obrazów tworzył drzeworyty, akwaforty i ilustracje książkowe.
W czasie I wojny światowej był korespondentem wojennym i ilustratorem kampanii niemieckiej w Wogezach. Było to nie tylko stresujące fizycznie, ale także niszczące psychicznie. Po wojnie Stumpf wraz z żoną przeniósł się do okręgu Oberallgäu, osiedlając się w Oberstaufen, gdzie przebywał w ośrodku rehabilitacyjnym, mając nadzieję na odzyskanie sił i spokoju ducha. Niestety, hiperinflacja lat dwudziestych zniszczyła jego oszczędności i jako artysta był mało poszukiwany. W rezultacie wpadł w głęboką depresję i popełnił samobójstwo.
W 2009 roku w Oberstaufen zaprezentowano wystawę pamiątkową, której towarzyszył pierwszy obszerny katalog jego prac.

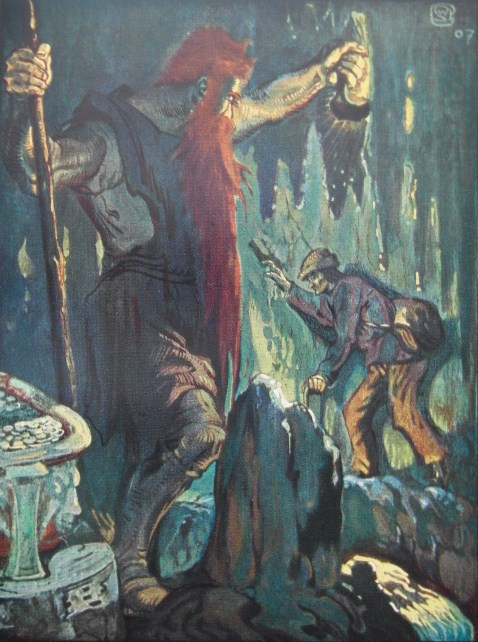
Rübezahl, 1914
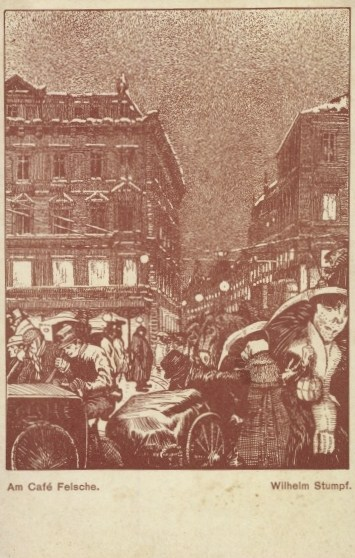
Am Café Felsche, 1903
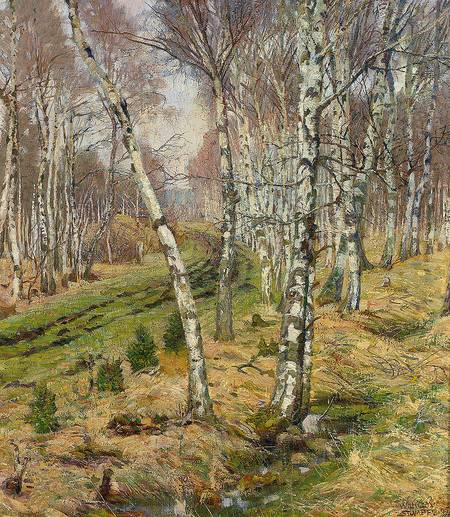
Birken im Herbst, 1905
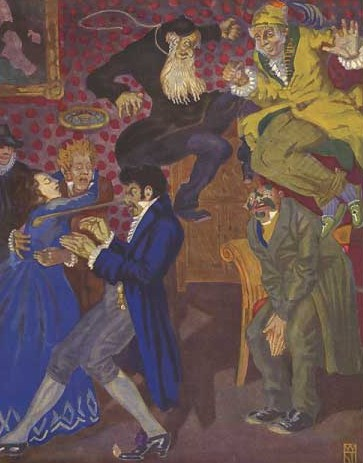
Ilustracja do „Die Brautwahl”, E. T. A. Hoffmann, 1920